# Каспља
Каспља (рус. Каспля; блр. Каспля) руско-белоруска је река и лева притока реке Западне Двине (део басена Балтичког мора).
Река Каспља истиче из истоименог језера на источним падинама Витепског побрђа на подручју Смоленске области, протиче преко Сурашке низије и улива се у Западну Двину код варошице Сураж у Витепској области. 
Укупна дужина реке је 136 km (од тога 20 km доњег тока је кроз Белорусију), а површина њеног сливног подручја 5.410 km². Просечан проток недалеко од ушћа је 39,6 m³/s, док је просечан пад 2 метра по километру тока. 
Ширина њене обалне равнице варира од 300—400 метара у доњем до 3 km у горњем делу тока. Корито карактерише често меандрирање, а ширина реке је од 10—30 м у горњем до 40—50 м у доњем делу тока.
На обалама Каспље налази се градић Демидов. Најважније притоке су Гобза, Удра, Жереспеја, Ољша и Рутавеч.

## Историја
Долином реке Каспља током постојања Кијевске Русије ишла је важна трговачка рута којом су викинзи Варјази трговали са Грчком.